# Pilumnus vespertilio
Pilumnus vespertilio är en kräftdjursart som först beskrevs av J. C. Fabricus 1793.  Pilumnus vespertilio ingår i släktet Pilumnus och familjen Pilumnidae. Inga underarter finns listade i Catalogue of Life.